# ديريك دينتون
ديريك دينتون (بالإنجليزية: Derek Denton)‏ هو باحث أسترالي، ولد في 27 مايو 1924 في لاونسستون في أستراليا.